# Melaine Walker
Melaine Walker (Kingston, Jamaica, 1 de enero de 1983) es una atleta jamaiquina especialista en 400 metros vallas. Walker ganó la medalla de oro en esta especialidad en los Pekín 2008, con un tiempo de 52,64 segundos, estableciendo un nuevo récord olímpico.

## Logros
| Año  | Torneo                                          | Lugar               | Resultado | Evento                   |
| ---- | ----------------------------------------------- | ------------------- | --------- | ------------------------ |
| 1998 | Campeonato Mundial Juvenil de Atletismo de 1998 | Annecy, Francia     | 5º        | 200 metros               |
| 1998 | Campeonato Mundial Juvenil de Atletismo de 1998 | Annecy, Francia     | 3º        | Relevo de 4 x 100 metros |
| 1999 | Campeonato Mundial Juvenil de Atletismo de 1999 | Bydgoszcz, Polonia  | 2º        | 200 m                    |
| 1999 | Campeonato Mundial Juvenil de Atletismo de 1999 | Bydgoszcz, Polonia  | 6º        | 100 metros vallas        |
| 2000 | Campeonato Mundial Juvenil de Atletismo de 2000 | Santiago, Chile     | 3º        | 400 m con vallas         |
| 2000 | Campeonato Mundial Juvenil de Atletismo de 2000 | Santiago, Chile     | 2º        | Relevo de 4 x 400 metros |
| 2002 | Campeonato Mundial Juvenil de Atletismo de 2002 | Kingston, Jamaica   | 2º        | 400 metros vallas        |
| 2006 | Juegos de Centroamérica y el Caribe de 2006     | Cartagena, Colombia | 3º        | 400 metros vallas        |
| 2006 | Juegos de Centroamérica y el Caribe de 2006     | Cartagena, Colombia | 2º        | Relevo de 4 x 400 metros |
| 2007 | Campeonato Mundial de Atletismo de 2007         | Stuttgart, Alemania | 3º        | 400 metros vallas        |
| 2008 | Juegos Olímpicos de Pekín 2008                  | Pekín, China        | 1º        | 400 m con valla          |

### Marcas personales
- 60 metros vallas - 8,05 s (2006, bajo techo)
- 100 metros vallas - 12,75 s (2006)
- 400 metros vallas - 52,64 s (2008)
- 60 metros - 7,40 s (2005, bajo techo)
- 200 metros - 23,67 s (1998)
- 400 metros - 51,61 s (2008)